# Habitatge al carrer de la Creu i carrer Raval, 25 (Santa Coloma de Farners)
L'Habitatge al carrer de la Creu i carrer Raval, 25 és una obra noucentista de Santa Coloma de Farners (Selva) inclosa a l'Inventari del Patrimoni Arquitectònic de Catalunya.

## Descripció
L'edifici situat en el xamfrà del carrer Raval i el carrer de la Creu, és de planta baixa i pis amb coberta a dues vessants a laterals. La façana més llarga del carrer Raval té una porta i una finestra a peu de carrer i tres obertures amb balcó de barana de ferro forjat de formes ondulades al primer pis. L'altra façana presenta dues portes i dos balcons iguals als anteriors. Totes les obertures tenen un guardapols decoratiu senzill. El més característic és l'acabament del mur a la part superior amb una cornisa ondulada que amaga la coberta a dues aigües. El parament és arrebossat i pintat de color pedra, mentre que el sòcol, els marcs de les obertures, la cornisa i el ràfec, són de color groc. Es tracta d'un exemple de la interpretació més popular i elemental del corrent modernista.